# Brachylomia obscura
Brachylomia obscura là một loài bướm đêm trong họ Noctuidae.